# 高倉通

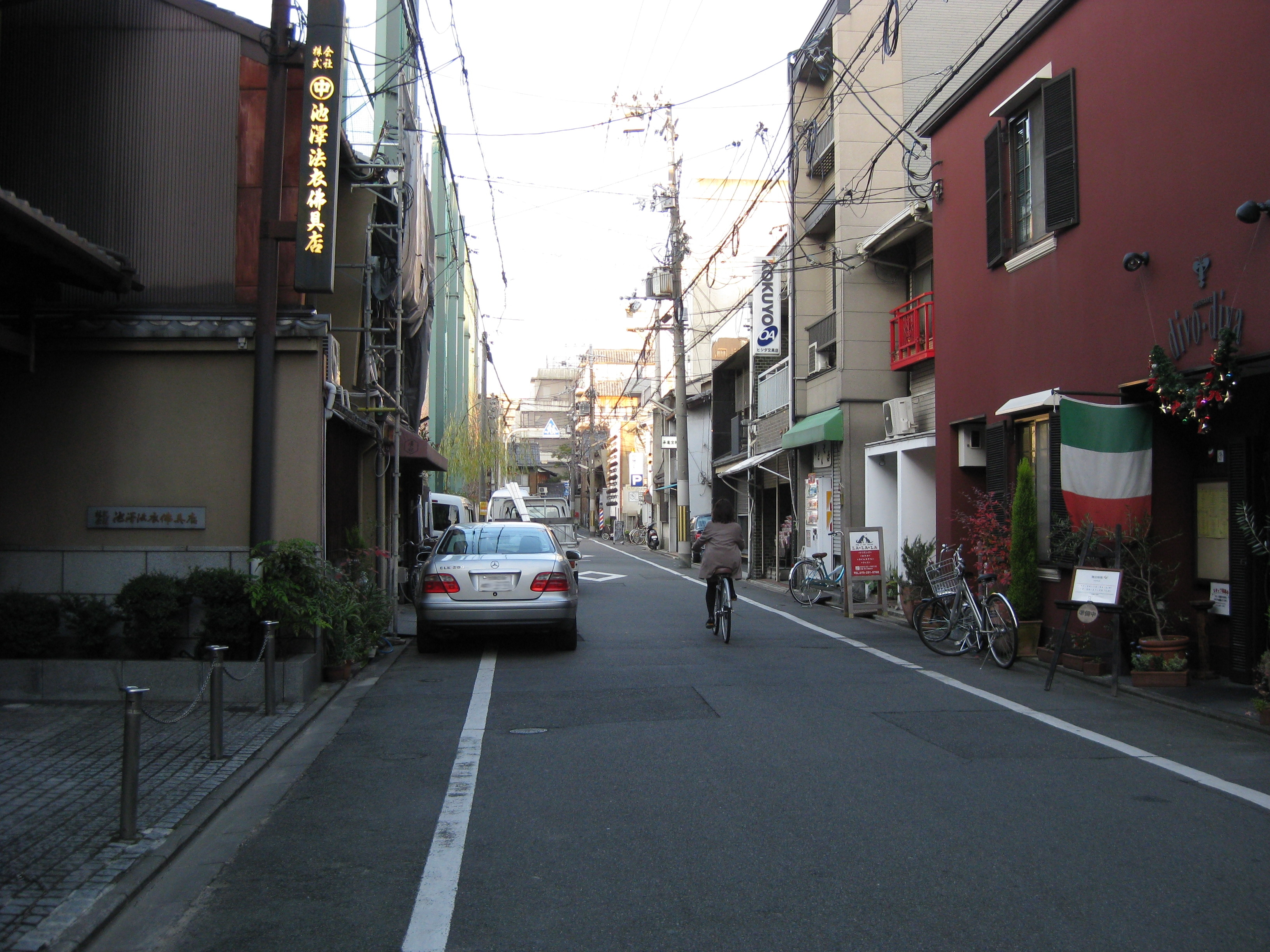
高倉通(蛸薬師通付近より北方向を望む)

高倉通（たかくらどおり）は、京都市の南北の通りの一つ。平安京の高倉小路にあたる。
北は丸太町通から南は十条通に至る。途中、渉成園により中断している。高倉跨線橋で大きくカーブしており、竹田街道に接続している。以南は筋違いとなっている。

## 概要
通りの名前は、平安時代この通り沿いに藤原氏の別邸である高倉殿があったことに由来する。当時は沿道に貴族の邸宅が多く並んでおり、例えば三条高倉に邸宅を構えた以仁王は高倉宮と称された。しかし応仁の乱以降通りは衰退し、戦国時代にはこの通りが下京における町の東限となっていた。その後、天正年間に豊臣秀吉の京都改造事業に伴って再開発される。
かつては下立売通まで通じていたが、1708年（宝永5年）に御所が拡大したため、そのあおりを受けて丸太町通以北の区間が消滅した。消滅した町域にあった町家は鴨川東岸の仁王門通へと移転させられたが、その際開かれた通りが現在も新高倉通として現存している。
1523年（大永3年）から1673年（寛文13年）にかけての一時期、頂妙寺が沿道にあったため、頂妙寺通とも呼ばれていた。
現在は京都の中心部を走る生活道路である。通りは仏光寺通‐高辻通間のごく短い区間と七条通から八条通の区間を除いて一方通行であり、五条通から上珠数屋町通および八条通以南が南行き、それ以外が北行きとなっている。

## 沿道の主な施設
- 京都文化博物館
- 京都市立高倉小学校
- 錦市場
- 大丸京都店
- 佛光寺
- 長香寺
- 宗仙寺
- 高倉会館
- 渉成園
- 京都市立下京渉成小学校
- 正行院（さる寺）
- 九品寺
- 宇賀神社
- 長谷川歴史・文化・交流の家

## 交差する主な道路
- 丸太町通（京都市道187号鹿ヶ谷嵐山線）
- 二条通
- 御池通（京都府道37号二条停車場東山三条線）
- 三条通
- 四条通（京都市道186号嵐山祇園線）
- 仏光寺通
- 松原通
- 五条通（国道1号）
- 六条通
- 七条通（国道24号）
- 塩小路通（京都府道115号伏見港京都停車場線）
- 八条通
- 九条通（京都府道143号四ノ宮四ツ塚線）
- 十条通